# Hannah Bardell
Hannah Mary Bardell (née le 1er juin 1983) est une femme politique du Parti national écossais (SNP) et est députée de Livingston de 2015 à 2024,,. Elle est porte-parole du SNP pour le numérique, la culture, les médias et le sport depuis mai 2018.

## Jeunesse et éducation
Elle est née le 1er juin 1983 à Craigshill, Livingston. Elle fréquente la Broxburn Academy et l'Université de Stirling. Elle sert en tant qu'officier des femmes de l'Union nationale des étudiants pendant ses études à l'université. Elle commence à travailler chez STV Glasgow et GMTV Londres, où elle devient productrice adjointe de The Sunday Program, une série d'actualité,.

## Carrière politique
Après sa première rencontre avec Alex Salmond en 2007, elle rejoint la campagne électorale du SNP pour l'élection du Parlement écossais de 2007. Pendant trois ans, elle travaille pour Salmond et Ian Hudghton, député européen dans son bureau de circonscription. Elle travaille ensuite pour le département d'État américain dans leur consulat d'Édimbourg avant de rejoindre l'industrie pétrolière et gazière, d'abord avec Subsea 7, puis pour la société de services pétroliers et gaziers Stork en tant que responsable de la communication et du marketing pour le Royaume-Uni, l'Afrique et la Norvège. Elle quitte l'industrie pétrolière et gazière après seulement 3 ans, dans des circonstances acrimonieuses, après avoir admis avoir signé volontairement un accord de confidentialité en quittant son poste avec Stork après des allégations d'intimidation.
Elle se présente au siège de Livingston pour le SNP aux Élections générales britanniques de 2015. Sa mère, Lis Bardell a déjà terminé à la deuxième place pour le SNP dans la même circonscription aux Élections générales britanniques de 2010. Elle est élue avec 32 736 voix (56,9%), une majorité de 16 843 voix sur le député du Parti travailliste, Graeme Morrice renversant une majorité travailliste de 10 791 voix par rapport aux élections générales de 2010. Elle devient chef du groupe Shadow SNP Westminster (affaires, innovation et compétences) en octobre 2015 et, plus récemment, porte-parole des petites entreprises, des entreprises et de l'innovation .
Elle est réélue Élections générales britanniques de 2017, avec une majorité considérablement réduite de 3878 voix (7,4%).

## Vie privée
Elle est l'une des 32 députés LGBT à la Chambre des communes. Après les Élections générales britanniques de 2015, elle déclare: « Je ne me suis manifestée à moi-même et à ma famille que pendant les élections. J'ai alors choisi de ne rien dire publiquement parce que je venais d'être élue et je ne voulais pas que ce soit l'une des premières choses que je disais sur moi-même en tant que députée ».
Elle se marie avec sa partenaire en mai 2024.